# Anouk van Brug
Anouk van Brug (ur. 14 września 1992 w Amsterdamie) – holenderska polityczka i urzędniczka, posłanka do Parlamentu Europejskiego X kadencji.

## Życiorys
Ukończyła nauki polityczne na Uniwersytecie Amsterdamskim, następnie studiowała zarządzanie kryzysowe i bezpieczeństwem na Uniwersytecie w Lejdzie. Zaangażowała się w działalność polityczną w ramach Partii Ludowej na rzecz Wolności i Demokracji i jej młodzieżówki JOVD. Zawodowo związana z cyberbezpieczeństwem. Pracowała jako konsultantka w przedsiębiorstwie Capgemini. W latach 2022–2024 była zastępczynią kierownika, a w 2024 kierownikiem działu bezpieczeństwa informacji w KOOP, wchodzącej w skład resortu spraw wewnętrznych instytucji zajmującej się publikowaniem dzienników urzędowych.
W wyborach w 2024 dzięki głosom preferencyjnym z listy VVD uzyskała mandat deputowanej do Parlamentu Europejskiego X kadencji.